# Porphyrinia brygooi
Porphyrinia brygooi là một loài bướm đêm trong họ Noctuidae.